# Янниотис, Спирос
Спиридон «Спирос» Янниотис (греч. Σπυρίδων "Σπύρος" Γιαννιώτης, род. 19 февраля 1980 года) — греческий пловец, специалист в плавании на открытой воде. Серебряный медалист Олимпийских игр 2016, двукратный чемпион мира, двукратный чемпион Европы.

## Карьера
Спирос Янниотис родился в английском Ливерпуле, но стал заниматься плаванием на Корфу. В 2000 году он впервые принял участие в Олимпийских играх. В Сиднее Янниотис выступал в трёх видах программы (стайерские виды вольным стилем), но не имел особых успехов как индивидуально, так и в составе эстафеты.
В 2001 году на Средиземноморских играх в Тунисе грек выиграл дистанцию 1500 метров, а через год на первенстве Европы в Берлине в составе команды стал третьим в эстафете 4×200, завоевал единственную в карьере медаль чемпионатов Европы в бассейне.
На домашней Олимпиаде в Афинах Янниотис выступал в двух видах программы и оба раза выходил в финал. На дистанции 400 метров он стал седьмым, а на самой длинной дистанции в полтора километра стал пятым.
В промежутке между Играми в Афинах и Пекине Спирос стал серьёзно заниматься плаванием на открытой воде, которое должно было дебютировать в 2008 году в олимпийской программе. На мировом первенстве 2007 в Мельбурне он стал бронзовым призёром на дистанции 5 км.
В Пекине Спирос выступал как в бассейне, так и на открытой воде. На дистанции 400 метров он стал 24-м, на 1500 м - 12-м и оба раза не пробился в финальный заплыв. В десятикилометровом марафоне на открытой воде грек финишировал на 16-й позиции.
Через год после Игр Янниотис стал вице-чемпионом мира на дистанции 5 км, а в 2011 году в Шанхае стал чемпионом мира на олимпийской дистанции 10 км и серебряным призёром на дистанции в два раза короче.
В 2012 году на своей четвёртой Олимпиаде грек выступал только на открытой воде, но остался без медали, заняв четвёртое место в марафонском заплыве.
В 2013 году на первенстве мира в Барселоне Янниотис защитил звание чемпиона мира на дистанции 10 км, а также стал серебряным призёром командного зачете. В 2015 году на мировом первенстве в Казани 35-летний грек стал бронзовым призёром десятикилометрового заплыва.